# 蜘蛛の巣 (映画)
『蜘蛛の巣』（くものす、The Cobweb）は、1955年メトロ・ゴールドウィン・メイヤー製作のアメリカ合衆国のドラマ映画である。 
ヴィンセント・ミネリ監督。
ウィリアム・ギブスンの同名小説が基になっている。
リチャード・ウィドマーク、ローレン・バコール、シャルル・ボワイエ、グロリア・グレアムらが出演した。

## スタッフ
- 監督 - ヴィンセント・ミネリ[1]
- 脚色 - ジョン・パクストン（英語版）[1][6]
- 原作 - ウィリアム・ギブスン[1] The Cobweb (1954)
- 製作 - ジョン・ハウスマン[1]
- 撮影 - ジョージ・J・フォルシー（英語版）[1][6]
- 音楽 - レナード・ローゼンマン[1]
- 編集 - ハロルド・F・クレス[6]

## キャスト
- リチャード・ウィドマーク - スチュワート・マッカイヴァー博士[1]
- ローレン・バコール - メッグ・フェイヴァーセン・ライハルト[1]
- シャルル・ボワイエ - ダグラス・N・デヴァナール博士[1]
- グロリア・グレアム[2] - カレン・マッカイヴァー[1]
- リリアン・ギッシュ - ヴィクトリア・インチ[1]
- ジョン・カー - スティーヴン・W・ホルト[1]
- スーザン・ストラスバーグ[2] - Sue Brett[6]
- オスカー・レヴァント(Oscar Levant) - Mr. Capp[1]
- トミー・レティグ（英語版）[2] - Mark McIver[6]
- ポール・スチュワート (俳優)（英語版）[2] - Dr. Otto Wolff[6]
- アデル・ジャーゲンス[2](Adele Jergens) - Miss Cobb[6]
- Mabel Albertson - Regina Mitchell-Smyth[6]
- フェイ・レイ[2] - Edna Devanal[6]
- Eve McVeagh - Mrs. Shirley Irwin[6]